# Kirovaoul
Kirovaoul (Кироваул, littéralement aoul de Kirov) est un village (aoul) du centre du Daghestan (fédération de Russie) appartenant au raïon (district) de Kiziliourt. Sa population, d'ethnie avare, était de 2 174 habitants en 2010.

## Géographie
Kirovaoul se trouve sur la rive droite du Soulak à 4 kilomètres au nord-ouest de Kiziliourt.

## Histoire
Le village a été fondé au milieu du XXe siècle par l'arrivée de villageois de Sildi (raïon de Tsoumada). Il se trouve dans une zone où sont implantés des rebelles islamistes. Par exemple deux habitants ont été assassinés le 21 juillet 2010 et d'autres en novembre 2010. Les femmes du village portent en grand nombre le voile islamique.